# Oveng (Dja-et-Lobo)
Oveng ist eine Gemeinde im Département Dja-et-Lobo in der Region Sud in Kamerun.

## Geografie
Oveng liegt im Süden Kameruns, an der Grenze zu Äquatorialguinea.

## Verkehr
Oveng liegt an der Departementstraße D41.